# ميلان-سان ريمو 1907
ميلان-سان ريمو 1907 هو سباق دراجات هوائية أقيم بتاريخ أبريل 14، تكون السباق من مرحلة واحدة وامتدّ لمسافة 288 كم بسرعة 26.014 كم/س، استغرق السباق 11 ساعة 04 دقيقة 15 ثانية. فاز به الفرنسي لوسيان بوتي-بريتون.

## الترتيب
| م                     | الدرّاج             | البلد | الزمن                     |
| --------------------- | ------------------ | ----- | ------------------------- |
| الفائز بالترتيب العام | لوسيان بوتي-بريتون | فرنسا | 11 ساعة 04 دقيقة 15 ثانية |